# Huuhinjärvi
Huuhinjärvi är en sjö i kommunen Nyslott i landskapet Södra Savolax i Finland. Sjön ligger 86 meter över havet. Den är 11 meter djup. Arean är 65 hektar och strandlinjen är 7,04 kilometer lång. Sjön  ingår i Vuoksens huvudavrinningsområde.   Den ligger omkring 110 kilometer nordöst om S:t Michel och omkring 320 kilometer nordöst om Helsingfors. 